# Raión de Verjni Rogachik
Verjni Rogachik (en ucraniano: Верхньорогaчицький райо́н) es un raión o distrito de Ucrania en el óblast de Jersón. 
Comprende una superficie de 915 km².
La capital es la ciudad de Verjni Rogachik.

## Demografía
Según estimación 2010, contaba con una población total de 12919 habitantes.

## Otros datos
El código KOATUU es 6521500000. El código postal 74400 y el prefijo telefónico +380 5545.